# This Desert Life

This Desert Life is het 3e studioalbum van Counting Crows. De afbeelding op de cover is gemaakt door Dave McKean, bekend van zijn werk met Neil Gaiman

## Tracklist
1. "Hanginaround" (Adam Duritz, Dan Vickrey, Ben Mize, David Bryson) – 4:07
2. "Mrs. Potter's Lullaby" (Duritz) – 7:46
3. "Amy Hit the Atmosphere" (Duritz, Matt Malley) – 4:36
4. "Four Days" (Duritz) – 3:28
5. "All My Friends" (Duritz) – 4:49
6. "High Life" (Duritz, Vickrey) – 6:20
7. "Colorblind" (Duritz, Charlie Gillingham) – 3:23
8. "I Wish I Was a Girl" (Duritz, Gillingham, Counting Crows) – 5:53
9. "Speedway" (Duritz, Vickrey) – 3:44
10. "St. Robinson in His Cadillac Dream" (Duritz) – 15:40
11. "Kid Things" (hidden track)